# El juego de la vida
El juego de la vida est une telenovela mexicaine diffusée en 2001-2002 par Televisa.

## Distribution
- Sara Maldonado : Lorena Alvarez
- Valentino Lanús : Juan Carlos Dominguez
- Maky : Tania Vidal
- Margarita Magaña : Fernanda
- Ana Layevska : Paulina de la Mora
- Jackie García : Daniela
- Raúl Araiza : Ezequiel
- Patricio Borghetti : Patricio
- Miguel Ángel Biaggio : Antonio, dit Toño
- Mauricio Barcelata : Mariano
- Ingrid Martz : Gina
- Gabriela Cano : Araceli
- Luciano Seri : Diego
- Cristian Seri : Oscar
- Juan Carlos Martín del Campo : Andres
- Sergio Ochoa : Carmelo Sánchez
- Alexandra Monterrubio : Cinthia
- Diana Osorio : Carmen "Carmelita" Pérez
- Rodrigo Mejia : Fabian
- Tina Romero : Mercedes Pacheco
- Silvia Mariscal : Sara
- Manuel "Flaco" Ibáñez : Augusto
- Mauricio Barcelata : Mariano
- Rafael Amador : Genaro
- David Ostrosky : Rafael
- Graciela Bernardos : Camila
- Jorge Veytia : Chemo
- Juan Carlos Colombo : Ignacio
- Raquel Morell : Consuelo
- Lucero Lander : Lucia
- Mariana Karr : Victoria
- Luis Gimeno : Nicolas
- Raquel Pankowski : Bertha
- Héctor Sáez : Braulio
- Ofelia Cano : Eugenia
- Yessica Salazar : Carola
- Dulce María : Sami
- María Fernanda Malo : Marisol
- Fátima Torre : Fatima
- Diego Sieres : Beto
- Polly : Leticia Guzmán
- Otto Sirgo : Javier
- Paola Flores : Pachis
- Ricardo Vera : Bernal
- Adalberto Parra : El Risueño
- Carlos Amador : Santos
- Fernando Moya : Manuel
- Horacio Castelo : Inv. Mancera
- Joshua Tacher: Roque
- Miguel Garza : Luis

### Sources
- (es) Cet article est partiellement ou en totalité issu de l’article de Wikipédia en espagnol intitulé « El juego de la vida (telenovela mexicana) » (voir la liste des auteurs).